# Oneness-rörelsen
Oneness-rörelsen började som en del av den internationella pingströrelsen, men bröt med resten redan under rörelsens första decennium och kan därefter ses som en annan gren av pingströrelsen.

## Historik
År 1906 började den moderna pingströrelsen i som en spridd väckelse, med centrum på Azusa Street i Los Angeles. Tidigt arbetade man med beteckningen Apostolic Faith Mission, AFM. 1913 började somliga döpa människor i "Jesu namn" istället för det traditionella "Faderns, Sonens och den Helige Andes namn". 
1914 bildades Assemblies of God respektive Pentecostal Assemblies of the World. Den senare började proklamera oneness-läran medan AoG hade interna diskussioner som ledde till en trosbekännelse där treenigheten bekräftades. Det orsakade en schism där en fjärdedel av pastorerna i AoG lämnade organisationen och bildade 1917 vad som senare blev United Pentecostal Church. 1915 hade en grupp brutit sig ur AFM och bildade AFM Church of God.
Segregationsregler som infördes med hänsyn till Jim Crow-lagarna medverkade till splittring i PAW 1924, mellan svarta och vita. 1925 bildades The Apostolic Churches of Jesus Christ, Emmanuel's Church in Jesus Christ och The Pentecostal Ministerial Alliance. De två förstnämnda gick senare samman i The Apostolic Church of Jesus Christ.
På 1950- och 60-talen skedde utbrytningar av sådana som ansåg att samfund rörelsen antingen var alltför legalistiska eller alltför liberala, alltså motsatsen, och Pentecostal Assemblies of Jesus Christ resp. Apostolic Ministerial Fellowship. Även 1986 bildades Global Network of Christian Ministries utifrån kritik om alltför strikta klädkoder och annan legalism. Apostolic Church of Ethiopia gick också sin egen väg 2001. Worldwide Pentecostal Fellowship bröt sig 2008 ur UPCI som börjat annonsera om sin verksamhet på TV, med argumentationen till att det är synd för en troende att använda TV eller att se filmer.

## Omfattning
De största trossamfunden inom denna rörelse är United Pentecostal Church International, Apostolic World Christian Federation och Pentecostal Assemblies of the World. Rörelsen uppges totalt ha cirka 20 miljoner medlemmar med USA som sitt starkaste fäste, och stor verksamhet i Afrika, men vissa oneness-grenar har inte gemenskap med andra och kan eventuellt anses stå utanför. Många kyrkor använder ordet "Apostolic" i sitt namn, men en avsevärd del av dessa tillhör de trinitariska pingstvännerna, ex. The Apostolic Church.
Oneness-pastorn Rex Dyson påstår sig ha döpt om Elvis Presley i Jesu namn, i Church of Jesus Christ, på 7th Street Saffarans i Memphis omkring 1950. Elvis fortsatte i vilket fall som helst inom Assemblies of God där han döptes som 9-åring. 
Andra kända namn Garfield Thomas Haywood, William M Branham och Tommy Tenney, som hoppade av 1992. Kändispastorn T. D. Jakes (en) som länge tillhört onenessrörelsen deklarerade 2012 att han lämnat den modalistiska tron och övergått till att tro på treenigheten.
I Sverige representeras Oneness-rörelsen av församlingen Klippan (United Pentecostal Church) i Stockholm och Budskapsförsamlingen i Arvika, en grupp av branhamiter.[källa behövs]

## Kristologi
Den delar den traditionella pingströrelsens teologi i stora stycken, utom på en avgörande punkt: man förnekar Treenighetsläran och döper endast i Jesu namn (Apg. 2:38), som man menar vara det sanna namnet på Fadern, Sonen och den Helige ande. Det första dopet skedde 1913 och 1915 utarbetades en speciell lära omkring dopet. Detta ledde till en brytning med övriga pentekostala och utträde ur Assemblies of God. 
Oneness-rörelsen har ibland missuppfattats som varande unitaristisk. Detta är fel, Jesu både gudomliga och mänskliga natur är en viktig del av rörelsens lära.  Dock finns emellertid varierade ståndpunkter inom rörelsen. Influenser hämtas från modalism, monarkianism och sabellianism. Däremot kan arianismen förkastas av många, dock ej av Branham.

## Andra teologiska skiljefrågor
Människor som inte döpts med full nedsänkning i Jesus namn måste ovillkorligen döpas i namnet Jesus för att beviljas inträde som medlem. En vanlig övertygelse är att en troende måste uppleva tungomålstal för att anses vara riktigt frälst.[källa behövs] Vissa kyrkor säger att det är ett krav. Det finns oneness-apologeter som kan ibland framhålla att alla samfund som tillber Jahve/Yahweh/Jehova är avgudadyrkare, utifrån egna lingvistiska tolkningar där Jesus (av Jehoshua) anses vara enda rätta namnet på Gud. Andra menar dock att Yahweh är godtagbart.
I flertalet andra frågor får rörelsens ståndpunkter emellertid anses höra hemma bland legalistiska fundamentalister och evangelikalt konservativa, åtminstone i förr i tiden, exempelvis föraktandet av TV, smycken och smink, med en diger syndakatalog. Det har sett som ett kännetecken för rörelsen hur man fördömer dem som inte lever efter uppsatta normer, och inte tror exakt som det undervisas. På senare år har flera kända ledare hoppat av i motstånd mot detta, och det har kommit en lågmäld intern kritik och en verksamhet bland progressiva ledare som vill åstadkomma en mera tolerant verksamhet. Sedan 1980 har det bildats HBT-grupper och församlingar som accepterar öppet homosexuella medlemmar.[källa behövs] Vissa av onenessamfunden tillåter avskiljande av kvinnor till förkunnande tjänst och pastorskap, men Branham var en stark motståndare till detta. 
Vissa sånger som skrivits inom onenessrörelsen blivit populära inom karismatiska kretsar utöver världen, ex. We are standing on holy ground av Geron Davis.